# Allium moly
Allium moly — вид трав'янистих рослин родини амарилісові (Amaryllidaceae), поширений у Франції й Іспанії.

## Опис
Цибулини 8–27 × 7–27 мм, від яйцеподібних до субсферичних, поодинокі, як правило, без цибулинок, рідко з 1 цибулинкою; зовнішня оболонка сірувата. Стебло 11–52 см, має круглий переріз. Листків 1–2, розташовані вздовж нижньої третини стебла, голі, без черешка; пластина (8.5)12–22(31) × (0.36)0.8–2.8(4.1) см, плоска, ланцетна, гостра, з гладкими полями. Суцвіття 18–61 × 20–71 мм, півсферичне, розлоге, містить 3–40 зірчастих квіток, як правило, без цибулинок, іноді з 7–23 цибулинками. Листочки оцвітини ланцетоподібні, гострі або тупі, гладкі, жовті, із зеленуватою серединною жилкою; пиляки жовті. Насіння чорне. 2n = 14.
Квітує в червні та липні.

## Поширення
Поширений у Франції й Іспанії.
Зростає на болотних угіддях, на гірських уступах та на лісових галявинах, головним чином на вапняних ґрунтах.

## Використання
Використовується як декоративна рослина.

## Загрози й охорона
Немає інформації про загрози для цього виду.
У Франції цей вид охороняється на національному рівні, а в Іспанії — охороняється в регіоні Кастилія і Леон.